# Gobius fallax
Gobius fallax — вид риб з родини бичкових (Gobiidae). Демерсальна, морська субтропічна риба, сягає 9,0 см довжиною. Мешкає на глибинах 0-32 м у східній Атлантиці (біля Канарських островів) та Середземномор'ї.